# Vlamertinge
Vlamertinge es una aldea en la provincia belga de Flandes Occidental y una ciudad de Ypres. El centro del pueblo de Vlamertinge se encuentra a las afueras del centro de la ciudad de Ypres, a lo largo de la carretera principal N38 a la cercana ciudad de Poperinge.

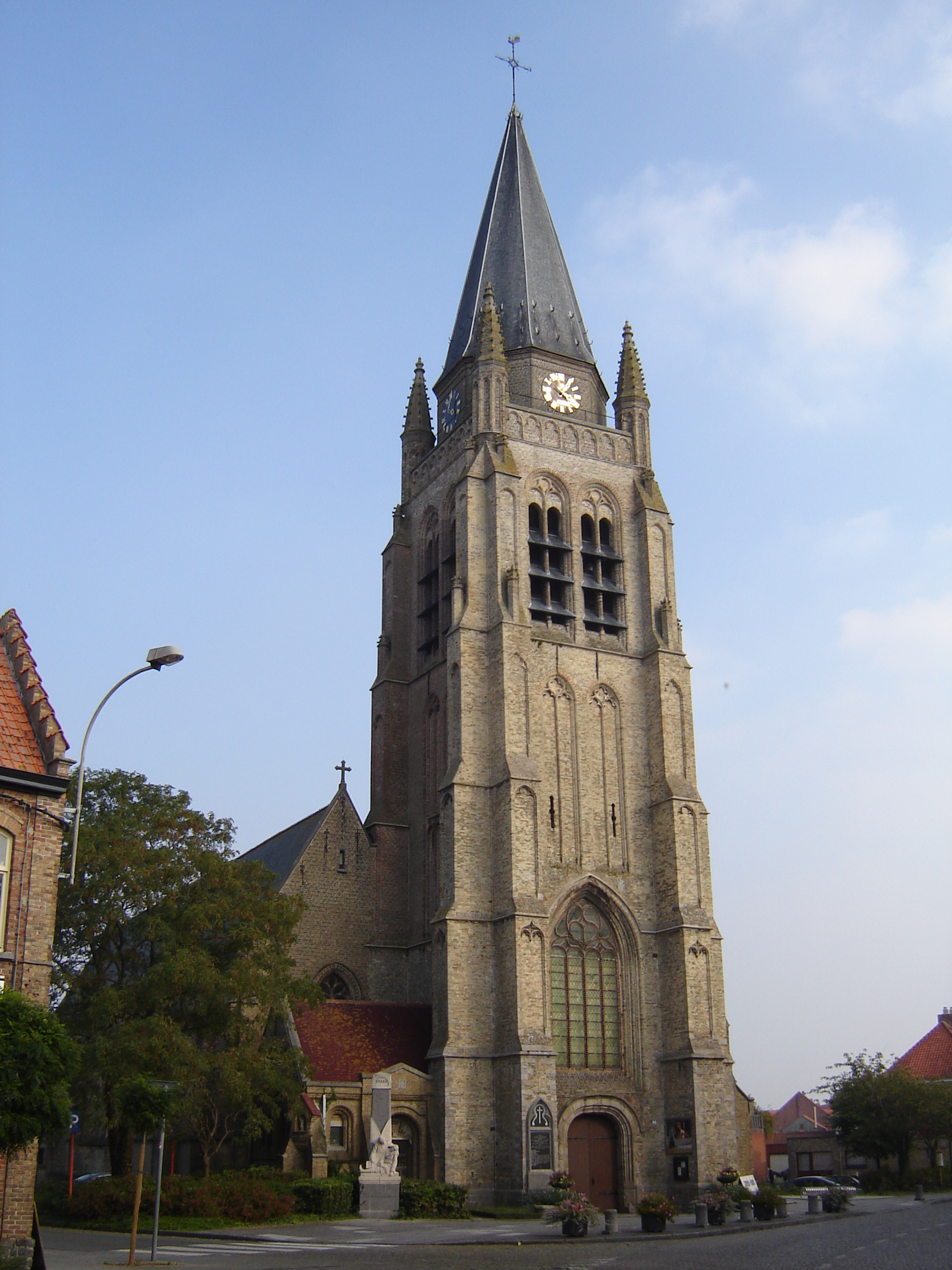

Además del centro de la ciudad de Ypres, Vlamertinge es el distrito más grande de Ypres. En el oeste de Vlamertinge, a lo largo de la carretera a Poperinge, se encuentra la aldea de Brandhoek.

## Historia
Los primeros datos sobre Vlamertinge datan de la Edad Media. En 857 se construyó una capilla en Vlamertinge. En 970, Ypres fue destruido y la capilla de Vlamertinge incendiada. El documento más antiguo, conocido hasta la fecha, que incluye el nombre de Flambertenges, es una escritura del año 1066. Baudouin van Lille, conde de Flandes, su esposa Adela y su hijo Baudouin, en esta escritura dieron bienes a la iglesia y al capítulo de Sint-Pieters en Lille. Estos productos fueron, entre otras cosas, un décimo ubicado en Elverdinge y también un décimo ubicado en Vlamertinge - "In territorio Furnensi, in villa Elverzenges, decinam unam ; Flambertenges decinam similiter unam ".
Bajo el Ancien Régime Vlamertinge era una gloria de Veurne-Ambacht con 22 detrás y sufrió mucho por los asedios de la cercana Ypres.

## Geografía
Vlamertinge está a 17 metros sobre el nivel del mar. El municipio también limita con Ypres en el este, Voormezele en el sureste, Kemmel y Dikkebus en el sur, Reningelst en el suroeste, Poperinge en el oeste, Elverdinge en el norte y Brielen en el noreste.

## Desarrollos demográficos
Desde 1487 hasta 1697 vemos una gran disminución en la población de Vlamertinge. La explicación más plausible para esto habría sido la Guerra de los Ochenta Años en los Países Bajos. Durante la Primera Guerra Mundial vemos que la población vuelve a recaer. Esto se debe a que la cercana Ypres, que en ese momento era una ciudad fronteriza, fue fuertemente bombardeada y Vlamertinge también sufrió mucho a causa de estos bombardeos.

## Lugares de interés
- La iglesia de San Vedastus
- El antiguo ayuntamiento de Vlamertinge de 1922, en estilo renacentista neo flamenco
- El castillo de Vlamertinge o Castle du Parc fue construido en 1857-1858 por orden del vizconde Pierre-Gustave du Parc, después de un diseño de Joseph Schadde.
- En Vlamertinge hay varios cementerios militares británicos de la Primera Guerra Mundial:
  - Brandhoek Military Cemetery
  - Red Farm Military Cemetery
  - Vlamertinghe Military Cemetery
  - Vlamertinghe New Military Cemetery
  - Railway Chateau Cemetery
  - Divisional Cemetery
  - Brandhoek New Military Cemetery
  - Brand Corner New Military Cemetery No.3

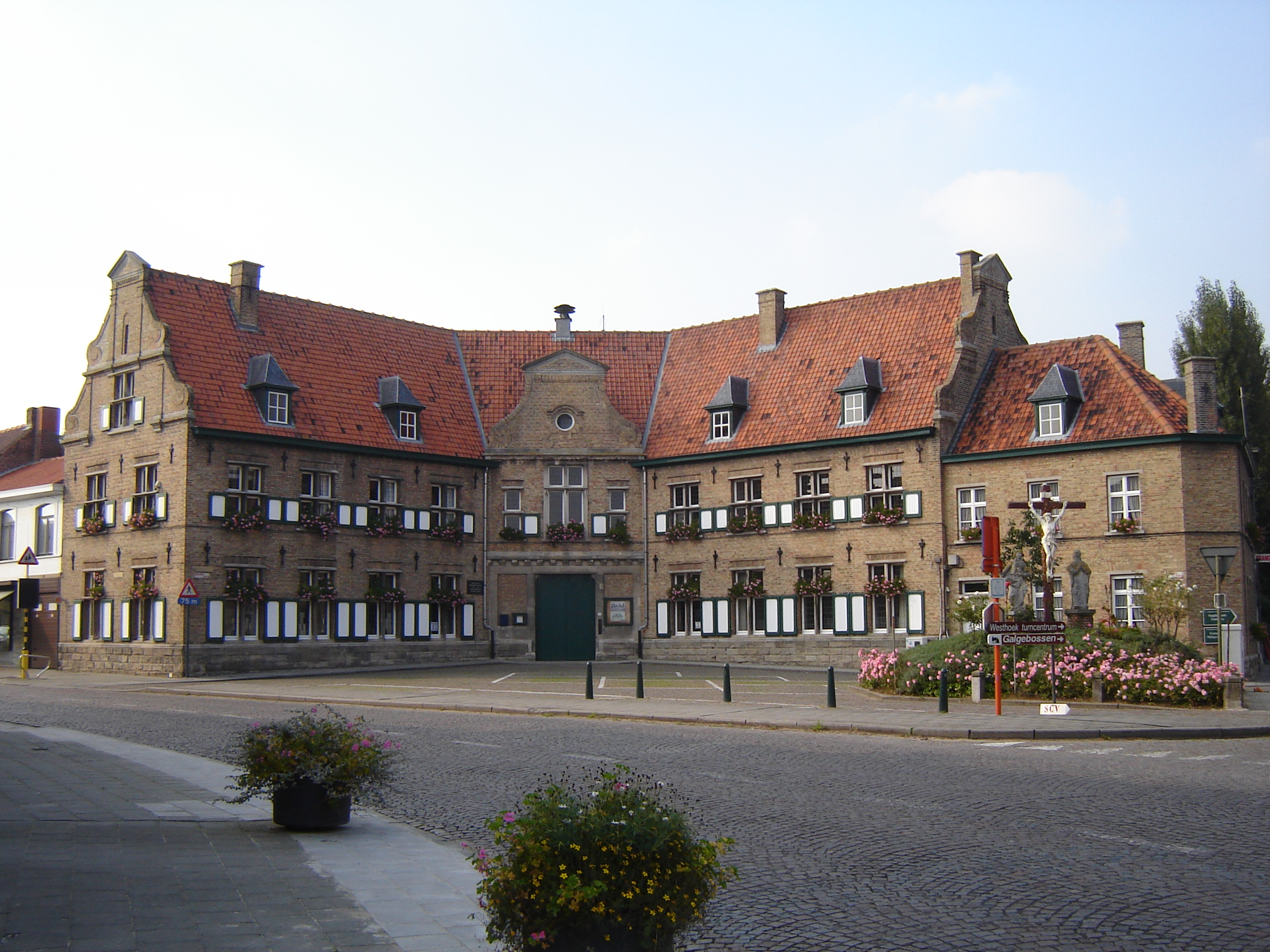

  - Hop Store Cemetery